# Crassicorophium crassicorne
Crassicorophium crassicorne är en kräftdjursart som först beskrevs av Arvid Sture Bruzelius 1859. Enligt Catalogue of Life ingår Crassicorophium crassicorne i släktet Crassicorophium och familjen Corophiidae, men enligt Dyntaxa är tillhörigheten istället släktet Crassicorophium och familjen Corophidae. Arten är reproducerande i Sverige. Inga underarter finns listade i Catalogue of Life.